# یواس‌اس اسکناندوا (وای‌تی-۸۳۵)
یواس‌اس اسکناندوا (وای‌تی-۸۳۵) (به انگلیسی: USS Skenandoa (YTB-835)) یک کشتی است که طول آن ۱۰۸ فوت (۳۳ متر) می‌باشد. این کشتی در سال ۱۹۷۵ ساخته شد.